# Jayaatu Khan
Jayaatu Khan (Khanbaliq, 16 febbraio 1304 – Khanbaliq, 2 settembre 1332), conosciuto anche col nome di nascita di Tugh Temür e con quello cinese di Wenzong (in cinese: 元文宗), è stato imperatore della Cina dal 1328 al 1329, della dinastia mongola degli Yuan.

## Biografia

### Prima dell'ascesa al trono
Figlio secondogenito di Khayishan (Külüg Khan o Imperatore Wuzong) e di una donna appartenente alla tribù dei Tangut, e fratello minore di Kuśala poi imperatore. Quando suo padre Khayishan morì e suo fratello minore Ayurbarwada ereditò il potere nel 1311,lui e sua madre vennero rimossi dal governo centrale per ordine di sua nonna, Dagi, e dell'altra fazione Khunggirad che includeva Temüder. Dopo che, nel 1320, il figlio di Ayurbarwada, Shidibala ascese al trono, Tugh Temür ( Jayaatu Khan ) venne bandito nell'isola di Hainan. Quando Shidibala venne assassinato e Yesün Temür venne prescelto quale nuovo governante, le condizioni per Tugh Temur (Jayaatu Khan) migliorarono. Gli venne concesso il titolo di principe di Huai (懷王) e venne collocato a Jiankang ( e poi a Jiangling. Da questo momento mostrò sempre più il proprio interesse verso le materie di studio e un talento innato per l'arte, circondandosi di molti letterati ed artisti. Come il figlio perseguitato di Khayisan Külüg Khan, Tugh Temur (Jayaatu Khan) e Kusala continuarono ad avere un atteggiamento positivo nei confronti dei principi Borjigin e, cosa più importante, mantennero la loro lealtà nei confronti degli alleati di suo padre, sebbene questi fossero sopravvissuti in numero ridotto alle purghe sociali volute dai successori.

### La guerra civile
La morte di Yesün Temür Khagan a Shangdu nel 1328 diede alla linea di Khayisan l'opportunità di riaffacciarsi sulla scena politica. El Temür attivò una cospirazione a Dadu per rovesciare l'ultima corte del Gran Khan. Lui e i suoi fedeli ottennero grandi vantaggi economici sui lealisti di Yesun Temur. Tugh Temür (Jayaatu Khan) venne richiamato a Dadu da El Temür dal momento che il suo influente fratello Kuśala si trovava lontano nell'Asia centrale. Venne pertanto prescelto quale nuovo sovrano a Dadu nel settembre del 1328, mentre il figlio di Yesün Temür, Ragibagh succedeva al trono imperiale a Shangdu con il supporto dei sostenitori del defunto imperatore. I restaurazionisti sotto El Temür godevano di grandi risorse umane e materiali nelle province cinesi di Chungshu, Hunan, Chiangche, Chinagshi e Hukuang, mentre i lealisti di Kusala a Shangdu godevano della forza solo delle regioni del Lingpei, Liaoyang, Shanxi, Sichuan e Yunnan, tutte quante regioni periferice rispetto ai centri di potere.
Le forze di Ragibagh irruppero in molti punti attraverso la Grande Muraglia penetrando in Cina sino alla periferia di Dadu. El Temür, ad ogni modo, fu in grado di far volgere la situazione a suo favore. I restaurazionisti della Manciuria e della Mongolia orientale lanciarono un attacco a sorpresa contro i lealisti. Le loro armate, al comando di Bukha Temur e Orlug Temur, discendenti dai fratelli di Gengis Khan, circondarono, il 14 novembre 1328 la città di Shangdu, mentre gran parte dei lealisti erano impegnati sul fronte della Grande Muraglia. I lealisti di Shangdu, il giorno successivo si arresero, e Dawlat Shah, così come la maggior parte dei capi vennero presi prigionieri e successivamente giustiziati. Ragibagh venne dato per disperso. Con la resa di Shangdu divenne ormai chiara la restaurazione della linea Khayisan.
Ad ogni modo i lealisti un po' ovunque in Cina continuarono i combattimenti ancora a lungo come ad esempio a Shanxi dove lasciarono le armi solo nel dicembre del 1328 ed altri nel Sichuan si arresero solo il mese successivo. Nel 1329 scoppiarono delle rivolte nello Yunnan, dove il principe Tugel si era dichiarato governante indipendente dall'Impero. Contro di lui vennero inviate truppe imperiali. Con il supporto delle tribù originarie della provincia come i Miaotze ai confini dello Yunnan, Tugel riuscì a resistere con successo. L'armata del Gran Khan, sotto il comando di Temur Buka, venne sconfitta e dovette ritirarsi in attesa di rinforzi del principe Yuntu Temur il quale ricevette l'ordine di raccogliere 20.000 uomini dalle province di Kiangnan, Hunan e Kiangsi per continuare la battaglia nello Yunnan.

### Il regicidio e le "purghe sociali"
Nel medesimo tempo, ad ogni modo, il fratello maggiore dell'Imperatore, Kuśala, ottenuto il supporto dei principi e dei generali della Mongolia e del Khanato Chagatai, entrò a Karakorum con una grande forza militare. Intuendo il proprio svantaggio, Tugh Temür ( Jayaatu Khan ) decise di abdicare in favore di suo fratello minore. Accompagnato dal Khan chagatai Eljigidey, Kusala per tutta risposta prese il trono il 27 febbraio 1329 a Karakorum. El Temür portò il sigillo imperiale a Kuśala in Mongolia e annunciò l'intenzione della capitale di accoglierlo con tutti gli onori ed egli nominò Tugh Temür suo erede.
Sulla via per Dadu il 26 agosto 1329, Kuśala si incontrò con Tugh Temür a Ongghuchad presso Shangdu. Solo quattro giorni dopo, a seguito di un banchetto con Tugh Temür, Kusala morì, probabilmente avvelenato da El Temür in quanto temeva di perdere il proprio potere. Tugh Temür venne restaurato al trono l'8 settembre 1329.
Intenzionato a farsi accettare dai Mongoli anche come loro regnante, Tugh Temür inviò presso le tribù tre principi con molti doni per l'Orda d'oro e l'Ilkhanato. L'operazione ebbe successo e il nuovo Imperatore si garantì anche il supporto di queste popolazioni che lo riconobbero quale loro signore.
L'amministrazione di Tugh Temur si dimostrò subito piuttosto energica, eliminando fisicamente tutti i suoi nemici e le loro proprietà vennero confiscate, cancellando quasi completamente il nome del suo predecessore.

### Amministrazione e vita di corte
I quattro anni di regno di Jayaatu Khagan Tugh Temur vennero dominati da El Temur e Bayan dei Merkid. Come persone che erano state tra i protagonisti della restaurazione, essi acquisirono una gran misura di poteri ed onori come mai prima. I due stabilirono il loro potere sulla base della burocrazia e del favore dei militari e riuscirono ad essere l'ombra nera di Tugh Temur. Tugh Temur fu fedele alle disposizioni di suo padre e decise di mantenerne i ministri, concedendo loro onori e titoli onorifici, così come decise di ridare i propri titoli a Sanpo e Toghto che erano stati perseguitati da Ayurbarwada. Per la prima volta anche molti musulmani ottennero posti di potere nelle province, ma non nel governo centrale.
Alla fine del 1330 l'Imperatore volle celebrare personalmente un grande sacrificio al Cielo al quale era grato per la sua ascesa al trono. A questo fatto seguì una grande amnistia e la proclamazione di suo figlio Aratnadara a principe ereditario nel gennaio del 1331 anche se questi morì un mese dopo la sua designazione.
Dal momento che il deficit delle casse dello stato continuava ad aumentare drasticamente, raggiungendo i 2,3 milioni di ding solo nel 1330, la corte di Tugh Temur dovette di tagliare sui costi essenzialmente superflui come quelli di palazzo e religiosi.

### La ribellione
I costi della guerra contro i lealisti e la soppressione delle rivolte delle minoranze etniche oltre ad alcuni disastri naturali ed all'alta tassazione portarono a non poche difficoltà la Cina di quegli anni, mettendo a serio rischio il governo di Tugh Temur. La guerra nello Yunnan continuava con dubbi successi, ma il generale imperiale Aratnashiri aveva raggruppato un esercito di 100.000 uomini ed aveva sconfitto i Lolos ed altri popoli delle montagne, avendo ucciso anche due dei loro capi, il che sembrava aver posto almeno un punto di pace nella questione. Lo Yu, uno dei capi ribelli dello Yunnan, dovette fuggire sui monti circostanti da dove organizzò altre rivolte, dividendo il suo popolo in sei parti e devastando l'area con incursioni, ma vennero sconfitti nel marzo del 1332. Questa campagna era costata in tutto 630.000 ding. Tugh Temur, che preferiva una vita di lusso e prelibatezze, non aveva degnato di uno sguardo d'interesse la distante campagna militare. La condotta dell'Imperatore causò molto dispiacere, ed Yelu Timur, figlio di Ananda che già aveva tentato di prendere il trono nel 1307, assieme al Lama, formò un complotto per togliere di mezzo l'Imperatore regnante; i due però vennero scoperti e pesantemente puniti.

### Università, arti e apprendimento

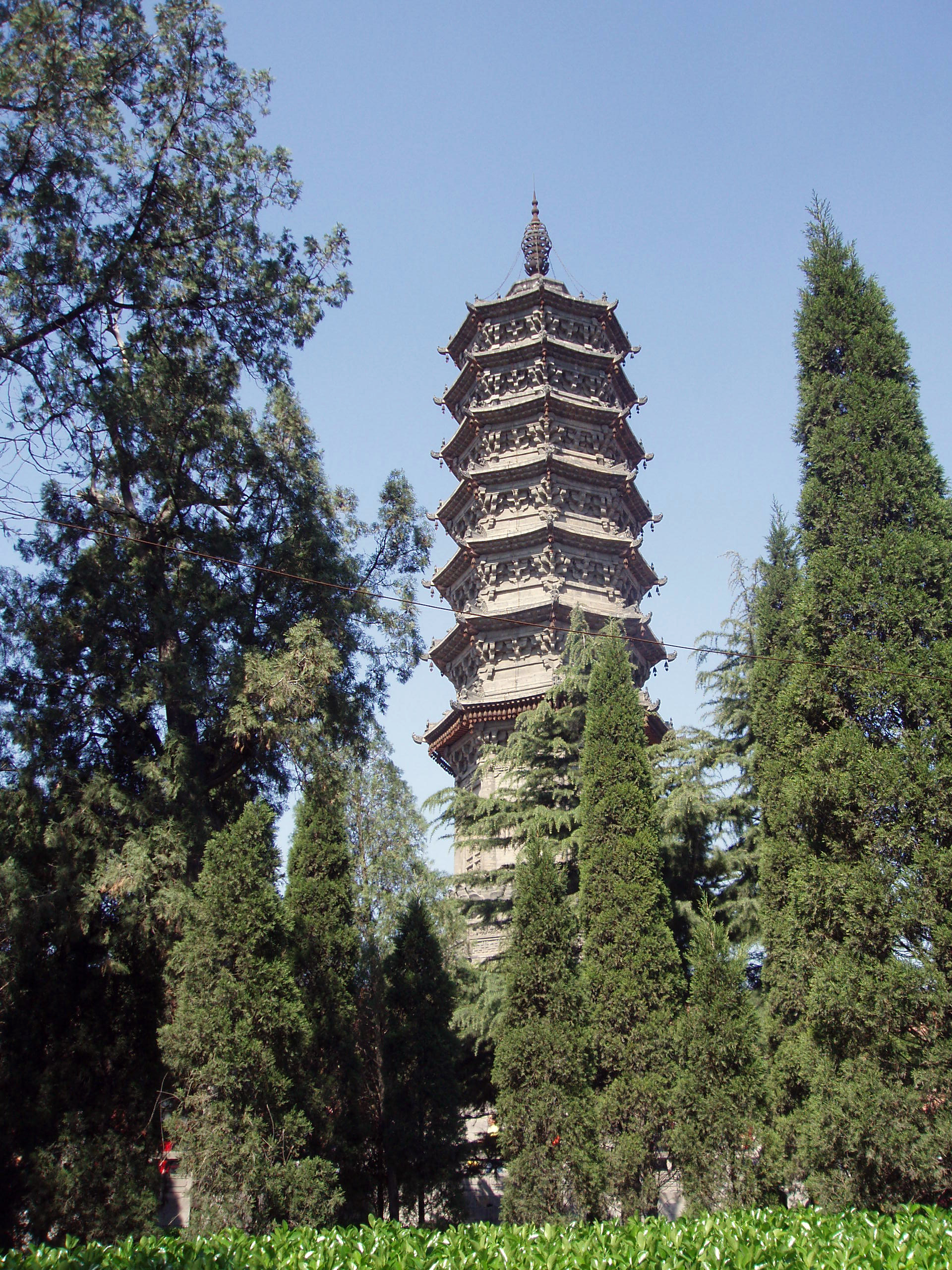
La Pagoda di Bailin nella provincia di Hebei Province, costruita nel 1330 durante la dinastia Yuan.

Tugh Temür aveva una buona conoscenza della lingua cinese e della storia dell'Impero e fu anche un accreditato poeta, calligrafo e pittore. Con il suo potere largamente circoscritto da figure come El Temür, Tugh Temür si dedicò alla promozione della cultura. Tugh Temür adottò molte misure per onorare il confucianesimo e promuovere i valori della cultura cinese. Nel 1330 lodò pubblicamente molti pensatori e filosofi confuciani del passato ed egli stesso organizzò una cerimonia dedicata al Cielo, divenendo il primo imperatore Yuan ad agire di persona in questa importante osservanza di stato cinese. Per promuovere la moralità confuciana, diede ordine che ogni anno venissero onorati uomini e donne che si fossero distinti per castità e pietà filiale.
Per prevenire i cinesi dal seguire i costumi Mongoli, il governo decretò nel 1330 che un uomo che avesse preso la propria matrigna o la propria cognata vedove in moglie sarebbe stato punito in quanto questo violava la legge. L'Imperatore supportò anche il neo-confucianesimo di Zhu Xi e si dedicò anche al Buddismo. Egli supervisionò alla costruzione della Pagoda di Bailin.
Il suo apporto più concreto alla diffusione della cultura cinese fu la fondazione dell'Accademia per la letteratura del Kuizhang (奎章閣學士院), nella primavera del 1329, pensata appositamente per trasmettere il sapere. Questa struttura si dedicava espressamente allo studio della storia e della letteratura classica cinese nonché come servizio per l'educazione degli aristocratici; qui inoltre si trovavano collezioni di vario tipo e si praticava la compilazione di libri tradizionali. L'accademia arrivò a comprendere 113 impiegati tra i quali si trovavano i più eminenti letterati cinesi e i migliori scolari mongoli e musulmani del tempo.

### Gran Khan dell'Impero mongolo
I khanati mongoli occidentali, sotto il controllo di Abu Said, Eljigidey, Tarmashirin e Uzbek Khan inviarono un totale di 14 missioni tributarie alla corte Yuan durante il regno di Jayaatu Khan. Il principe del Chagatai, Changshi Khan, che sarebbe poi divenuto khan, inviò 170 prigionieri russi a Tugh Temür, che lo ricompensò con molte pietre preziose. Tugh Temür decise quindi di formare, nel 1330, un reggimento di guardia composto da questi prigionieri russi nominando Bayan loro comandante. L'Imperatore ottenne altri schiavi russi dai principi Mongoli del Moghulistan e da Uzbek Khan. Papa Giovanni XXII descrisse in un proprio memorandum circa la chiesa orientale che "...il Gran Khan è uno dei più grandi monarchi mai esistiti, e tutti i signori minori presenti nel suo stato come ad esempio il re di Almaligh (nel Khanato Chagatai), l'Imperatore Abu Said e Uzbek Khan, gli tributano rispetto. Questi tre monarchi inviano regolarmente al loro sovrano scimmie, cammelli, falconi e gioielli preziosi... Essi lo riconoscono come l'assoluto e supremo loro signore.".

### Gli ultimi anni
Il declino dell'impero Yuan fu preannunciato dalla dominazione sul complesso burocratico da parte di El Temür. Purtroppo fu minimo l'impatto delle molte riforme culturali attuate dall'Imperatore, in concomitanza con la morte di Tugh Temür. Jayaatu Khagan Tugh Temur morì il 2 settembre 1332 e gli succedette il secondo figlio di Kuśala, Rinchinbal che venne dichiarato imperatore, alla sola età di sei anni.